# Masterjet
Masterjet — частная авиакомпания Португалии, работающая на рынке чартерных пассажирских авиаперевозок стран Европы.
Основными пунктами назначения авиакомпании являются Лиссабон (Португалия), Париж (Франция) и Женева (Швейцария).

## Флот
По состоянию на 14 мая 2010 года воздушный флот авиакомпании Masterjet составляли следующие реактивные самолёты:
- 1 Airbus A320 — в VIP-конфигурации, бортовой номер — CS-TFY[1]
- 1 Falcon 7X
- 2 Falcon 900 EXy
- 1 Falcon 50
- 1 Falcon 20 E-5
- 1 Citation ULTRA
- 2 CitationJet CJ2 CJ3